# Ckadisi
Ckadisi (gruz. წკადისი) – wieś w Gruzji, w regionie Racza-Leczchumi i Dolna Swanetia, w gminie Ambrolauri. W 2014 roku liczyła 2 mieszkańców.

## Urodzeni
- Awel Jenukidze